# Эдуй
Эдуй (бур. ) — упразднённое в 2010 году село в Бичурском районе Республики Бурятии Российской Федерации. Входила на год упразднения в сельское поселение «Топкинское».

## География
Расположено на речке Топке (левый приток Хилка), примерно в 7 км к югу от центра сельского поселения — села Топка, в 60 км юго-западнее районного центра — села Бичура.

## История
Упразднена Постановлением Народного Хурала Республики Бурятия от 27 июня 2007 г. N 2399-III «Об упразднении и исключении из учётных данных села Эдуй Бичурского района Республики Бурятия»

## Население
1. Н/Д[4]

1. Н/Д[5]

На протяжении многих лет показатель естественного прироста и миграционный прирост был отрицательным.
В 1990—1992 годах в селе проживало 5 человек, в 1993 г. — 4 человека, в 1994—2000 гг. — 3 человека, в начале 2002 года — 1, к конце года село опустело. При ежегодном заполнении похозяйственных книг начиная с 2003 года население в селе Эдуй не значится.

## Инфраструктура
Действовала молочнотоварная ферма. Из-за оттока населения закрылись начальная школа, магазин, сельский клуб.
Земельные участки поросли травой и используются как сенокосные угодья.